# Paul Spaak
Pour les articles homonymes, voir Spaak.
Œuvres principales
- Kaatje (1909)

Paul Spaak (né le 5 juillet 1871 à Ixelles et mort le 8 mai 1936 dans cette même ville) est un avocat, historien de la littérature, poète et dramaturge belge d’expression française.

## Biographie
Paul Spaak, fils d’un médecin, naquit en 1871.
Il obtint son doctorat en Droit à l’Université libre de Bruxelles (ULB) en 1894 et s’inscrivit au barreau de Bruxelles en 1899. Dans l’intervalle, Spaak épousa la fille de l‘homme politique Paul Janson, Marie Janson. Elle aussi s’engagea dans la carrière politique et fut la première sénatrice de Belgique. Le couple eut quatre enfants, parmi lesquels l’homme politique Paul-Henri Spaak et le scénariste Charles Spaak.
Alors qu’il était encore étudiant, Paul Spaak signa sa première publication intitulée L’Hérédité dans la littérature française antérieure au XIXe siècle dans la Revue universitaire.
À partir de 1897, Spaak fut professeur d’histoire de la littérature à l’Université nouvelle, une scission de l’ULB. De 1902 à 1922, il enseigna la même matière à l’Institut des hautes études de Belgique, lui aussi issu de l’ULB.
Paul Spaak fut aussi poète et dramaturge. Il écrivit en 1907 un recueil, Les Voyages vers mon pays, où il reproduit ses impressions de voyage à Londres, à Bayreuth, à Grignan et en Italie. Sa première pièce, Kaatje, parut en 1909.
Spaak traduisit également en français plusieurs opéras de Giacomo Puccini et d’Arturo Toscanini. Ils furent joués à La Monnaie dont Spaak fut l’un des directeurs de 1920 à sa mort.
Paul Spaak fut membre de l’Académie royale de langue et de littérature françaises de Belgique dès sa fondation par le ministre Jules Destrée en 1920 jusqu’à sa mort en 1936.